# Franklin County, Washington
Franklin County är ett administrativt område i delstaten Washington, USA, med 78 163 invånare. Den administrativa huvudorten (county seat) är Pasco. 

## Geografi
Enligt United States Census Bureau så har countyt en total area på 3 277 km². 3218 km² av den arean är land och 59 km² är vatten. 

### Angränsande countyn
- Adams County, Washington - nord
- Whitman County, Washington - öst
- Walla Walla County, Washington - sydöst
- Benton County, Washington - sydväst
- Grant County, Washington - nordväst